# Elephas platycephalus
Elephas platycephalus — вимерлий вид великих травоїдних ссавців, близьких до азійських слонів. Він жив між 130 000 і 700 000 років тому в епоху середнього плейстоцену. Скам'янілості знайшли у верхній частині гори Сівалік.

## Таксономія
Автор і дослідник Вінсент Магліо підозрював, що інший вид, Mammuthus meridionalis (син. Elephas planifrons), був прямим предком E. platycephalus, оскільки обидва види виглядають досить схожими. Однак, уважно вивчивши лобно-тім'яну частину черепа, а також верхні корінні зуби зразків, що належать до обох видів, зроблено висновок, що ці два види кардинально відрізняються.